# Sciapus spinosus
Sciapus spinosus är en tvåvingeart som beskrevs av Octave Parent 1929. Sciapus spinosus ingår i släktet Sciapus och familjen styltflugor. Inga underarter finns listade i Catalogue of Life.